# Deposizione del corpo di Cristo nel sepolcro (Giambattista Tiepolo)
La Deposizione del corpo di Cristo nel sepolcro  è un dipinto ad olio su tela eseguito da Giambattista Tiepolo. 
Si tratta di una delle ultime opere dell'artista veneziano, realizzata nel 1770 a Madrid, città dove egli morì improvvisamente il 27 marzo del medesimo anno.
Il quadro, appartenuto per molto tempo alla famiglia portoghese Pinto-Basto, dal 2008 è conservato nella pinacoteca del Museo nazionale d'arte antica di Lisbona.